# Milan Norbert Badal
Milan Norbert Badal (15. srpna 1956 Opočno – 24. března 2019 Praha) byl římskokatolický kněz, nejprve dominikán, později člen řádu sv. Lazara a autor gurmánské a humoristické literatury. V letech 2003 až 2009 působil jako člen Rady České televize, v letech 2010 až 2016 člen Rady Českého rozhlasu. Od roku 2010 byl osobním tajemníkem arcibiskupa Dominika Duky.

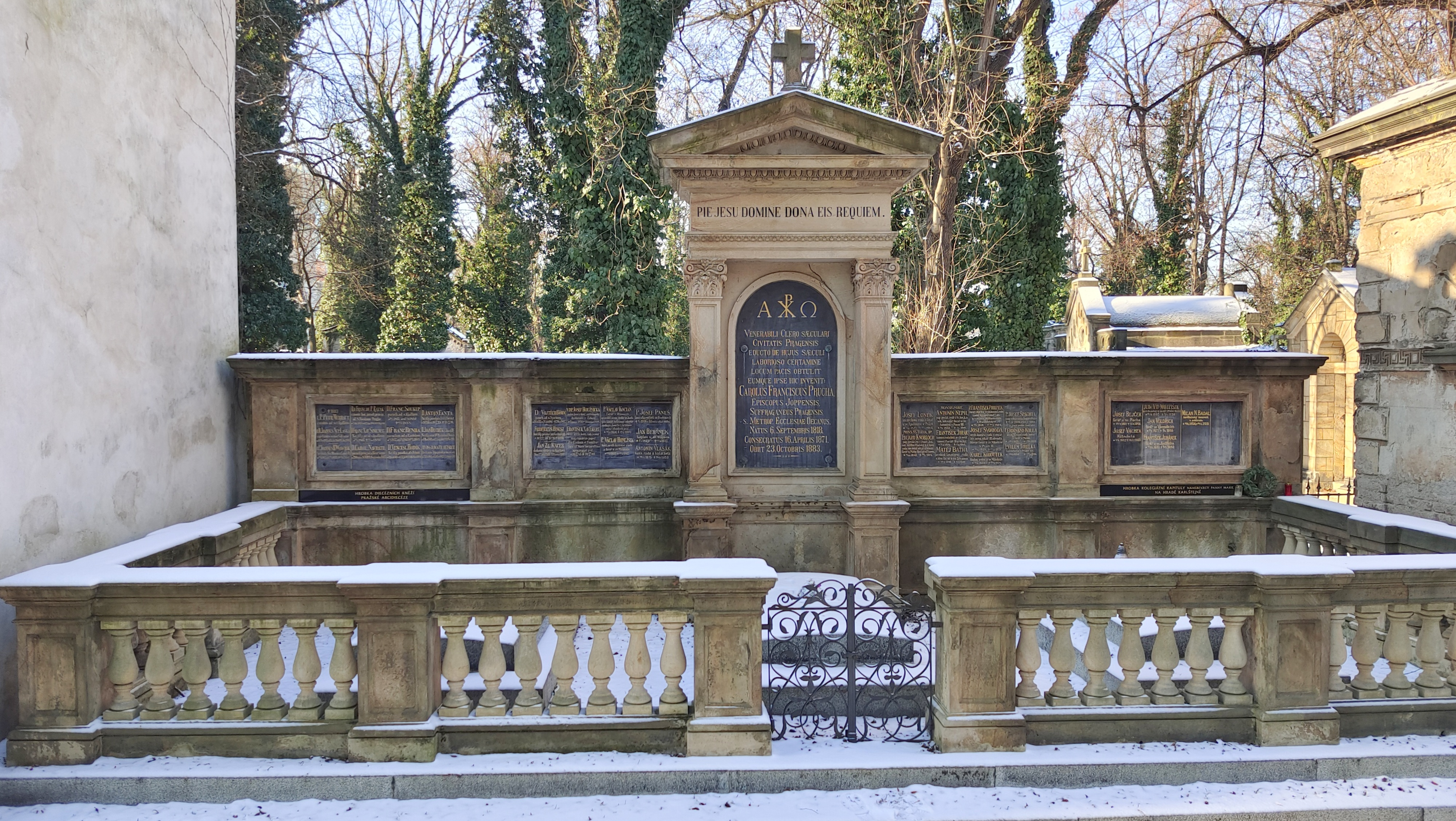
Hrobka Kolegiátní kapituly na hradě Karlštejně

## Život
Narodil se v městě Opočno ve východních Čechách 15. srpna 1956. Od 10 let žil ve Štěpánově nad Svratkou a v nedaleké Bystřici nad Pernštejnem vychodil 1971–1975 gymnázium. Absolvoval filosofickou fakultu Univerzity Karlovy v Praze, obor knihovnictví a vědecké informace. Na vojně sloužil s Otmarem Olivou, se kterým byl v roce 1979 měsíc vyslýchán StB. Roku 1981 byl Státní bezpečností evidován jako podezřelá osoba. Na základě jeho výpovědi byl Oliva odsouzen na tři roky nepodmíněně. Později se Otmaru Olivovi omluvil, on jeho omluvu přijal a zároveň se to stalo jedním z podnětů pro pozdější konverzi a studium teologie. Pracoval ve Státní vědecké knihovně Brno.
Hlásil se ke Stanislavu Krátkému, který ho duchovně vedl. Po roce 1980 tajně vstoupil do dominikánského řádu, kde přijal řeholní jméno Norbert, a tajně 9 let studoval teologii formou sobotní školy.. Slavné řádové sliby složil tajně 18. srpna 1988, v prosinci 1989 byl vysvěcen na jáhna v Lipsku v někdejší NDR Dne 23. března 1991 byl vysvěcen na kněze v Praze, o den později sloužil primiční mši v Brně v kostele svatého Tomáše.
V letech 1985–1990 vydával samizdatový teologický časopis Sursum, kde publikovali své texty autoři z okruhu ilegálních dominikánů a dominikánek např. Dominik Duka, František X. Halas, Stanislav Krátký. Později na Sursum volně navázal časopis Salve. Po roce 1989 stál u zrodu nakladatelství Petrov. V duchovní správě působil v letech 1991–1994 jako kaplan a později rektor dominikánského kostela svatého Michaela v Brně. V letech byl 1995–1996 v pražské akademické farnosti u Nejsvětějšího Salvátora coby farní vikář a zároveň působil jako poradce místopředsedy parlamentu Jana Kasala (KDU-ČSL). V letech 1996–2003 působil jako šéfredaktor Katolického týdeníku (v této funkci jej vystřídal Antonín Randa). V tomto období také vyučoval na Biskupském gymnáziu v Brně a Filozofické fakultě Masarykovy univerzity Brno. Do roku 2010 působil jako výpomocný duchovní ve farnosti na Starém Brně a několika dalších farnostech brněnské diecéze. V roce 2008 sloužil requiem za Aloise Piňose.
Do roku 2016 byl asignován do pražského dominikánského konventu u sv. Jiljí, od listopadu 2016 již ale nebyl členem dominikánského řádu a byl inkardinován do pražské arcidiecéze jako diecézní kněz. Od roku 2011 byl administrátorem farnosti v Hostivicích pražského arcibiskupství, do roku 2012 včetně farností Rudná, Tachlovice. V roce 2011 byl přijat do řádu sv. Lazara ve stupni církevní komtur, v roce 2016 mu byl řádem udělen záslužný kříž českého velkopřevorství "Pro Fide et Merito". V prosinci 2018 byl jmenován nesídelním kanovníkem Kolegiátní kapituly Nanebevzetí Panny Marie na hradě Karlštejně.
Zpočátku publikoval pod pseudonymem Milan Bodal, později spolupracoval pod vlastním jménem především s nakladatelstvím Sursum. Byl přispěvatelem a do roku 2003 i provozovatelem křesťanského internetového magazínu Christnet.cz.
V letech 2003–2009 byl členem Rady České televize a od roku 2010 členem Rady Českého rozhlasu, kde se 25. listopadu stal místopředsedou. Dne 27. dubna 2016 byl však z pozice místopředsedy Rady ČRo odvolán pro ztrátu důvěry u většiny radních. Mandát člena Rady Českého rozhlasu mu zanikl v polovině prosince 2016. V březnu 2017 se rozhodl post člena Rady Českého rozhlasu obhajovat, avšak v samotné volbě v červnu 2017 neuspěl.
Působil jako poradce někdejšího královéhradeckého biskupa Dominika Duky pro mediální záležitosti. Od července 2010 byl tajemníkem a osobním kaplanem pražského arcibiskupa Dominika Duky a od 2013 byl vedoucím tiskového odboru arcibiskupství.
V srpnu 2012 jako jeden ze 30 signatářů připojil svůj podpis pod oficiální žádost za propuštění Davida Ratha z vazby. Svůj krok zdůvodnil lidským pochopením pro Rathovu rodinu, která bydlí v jeho farnosti. Podle svých slov k Rathovi sympatie nechoval, ale ctil výrok sv. Augustina, že máme „nenávidět hřích a milovat hříšníka“. Žádost o propuštění chápal jako standardní justiční nástroj, pominuly-li důvody vazby. V září 2018 biřmoval Jiřího Ovčáčka, který přestoupil z Církve československá husitské.
Zemřel ve věku 62 let. Zádušní mši, která se konala v pátek 29. března 2019 v Hostivickém kostele, předsedal Dominik Duka. Milan Norbert Badal je pohřben na Olšanských hřbitovech, v hrobce Kolegiátní kapituly Nanebevzetí Panny Marie na hradě Karlštejně (část: V, oddělení: 23, číslo hrobu: 65–67).

## Kontroverze
V červenci 2016 po útoku islamistů na kostel v Saint-Étienne-du-Rouvray a zavraždění kněze Jacquese Hamela vystoupil v České televizi a ve svém komentáři uvedl, že v roce 2014 došlo ve Francii ke 467 útokům na křesťanské kostely. Jak dodal, islám není žádné bratrské či přátelské náboženství a je do značné míry spjato s násilím. Zároveň upozornil, že islám a islamismus si mohou být podobnější než se zdá.
Podle údajů francouzského ministerstva vnitra mezi 467 útoky proti křesťanským objektům bylo 9 charakteru satanistického, 28 mělo souvislost s rasismem, 19 s anarchismem a ostatní měly charakter zištný, tj. jednalo se o krádeže, což byl zcela převládající motiv.
Od vystoupení Milana Badala na ČT24 se později distancoval provinciál dominikánů Benedikt Mohelník: „Tímto se také jednoznačně distancuji od výroků fr. Norberta Badala OP v médiích a výroků jim podobných. Tyto postoje považuji za naprosto nepřijatelné a ve svých důsledcích nebezpečné.“
Bronislav Ostřanský ve svém komentáři k rozhovoru uvedl, že ztotožňovat islamismus s islámem je „hloupý, a navíc krátkozraký přístup“.
Historik Rudolf Vévoda v otevřeném dopise adresovaném kardinálu Dukovi v srpnu 2019 vystoupil s tvrzením, že Badal „si záměrně vybíral mladé, sotva dospělé heterosexuály a nutil je k nedobrovolným sexuálním stykům“.

## Hodnocení Dominika Duky
| „                                                         | "Odevzdal církvi velký kus práce i svých sil. Ne vždy byl plně pochopen, ale ani on neměl vždy plný vhled do církevních struktur, což mu někdy způsobilo bolest, jindy neporozumění či nepochopení. V poslední době reflektoval svůj život s velkou pokorou. Řadě lidí, kteří byli vzdáleni od církve a od víry, pomohl nalézt smysl jejich života a odpověď na otázku po Božím tajemství." | “ |
| — z hodnocení života M. Badala od kardinála Dominika Duky | |   |

## Dílo
Je autorem několika humoristických knížek, několik jeho humoristických textů lze číst v rubrice „Zpoza křa" na Christnetu.
- Desatero nepovídek, 1991
- Apokryfy pro kočku, 1996
- Zcestopisy, 2003
- články na ChristNet.cz,[46] 2002–2006
- Ranní rozcvičky, 2005
- Chutě Evropy: Cestovní kuchařka Rakouskem, Itálií, Francií a Španělskem, 2006
- Rozcvičky před usnutím, 2008
- Ctnosti a neřesti na Kuksu M.B. Brauna, 2008
- Liga destilatérů a kurzy hladovění: Labužnické putování po Čechách a Moravě, 2008
- Bílá kniha církve s černou kapitolou: 20 let svobody 1989–2009, 2009 (společně s Dominikem Dukou)

- kulinářský blog Badalissimo, 2014–2018[47]
- Gastrošílenci : strasti a slasti luxusního gentlemana, 2016